# Martha Elefteriadu
Martha Elefteriadu (* 12. září 1946 Bulkes, Jugoslávie) je česká zpěvačka řeckého původu, polovina pěveckého dua Martha a Tena, které již od mládí tvoří se svojí sestrou Tenou Elefteriadu.

## Životopis
Pochází z rodiny řeckých emigrantů, jež uprchla z Řecka kvůli občanské válce a usadila se v roce 1950 v někdejším Československu. Jejich matka zemřela brzy v dětství a obě dívky vyrůstaly v dětském domově pro řecké děti v Ivančicích. Martha po maturitě na gymnáziu studovala nejprve medicínu, později přestoupila na studium psychologie, které dokončila na Karlově univerzitě v Praze. Koncem šedesátých let se obě sestry seznámily s kytaristou Alešem Sigmundem ze skupiny Vulkán, který oběma zpěvačkám pomohl vytvořit pevné autorské a muzikantské zázemí. Jejich první nahrávky pocházejí z roku 1968, v roce 1970 vydaly svoji první LP dlouhohrající desku u vydavatelství Panton Dál než slunce vstává. Od té doby jsou obě sestry stálicemi české populární hudby. Za dobu svého působení zde spolupracovaly s celou řadou renomovaných umělců. Martha s Tenou významně obohatily českou hudební kulturu, kterou ozvláštňovaly zejména svým jižanským temperamentem a přirozenou řeckou mentalitou. V současné době[kdy?] se věnují zejména interpretaci řeckých lidových písní a výuce řeckých tanců. Nepravidelně také moderuje pořad Noční Mikrofórum na Dvojce Českého rozhlasu.

## Diskografie

### LP desky
- Dál než slunce vstává – Panton 1970
- Hrej dál – Panton 1972
- Modré království – Panton 1973
- Ať se múzy poperou – Panton 1975
- Řecké prázdniny – Panton 1977
- Kresby tuší – Panton 1980
- A desky dál stárnou – Panton 1983

### CD
- Nejkrásnější řecké písně – Multisonic 1992
- Martha a Tena The best of 1969–1982 – Panton 1993
- Děti z Pirea – B.M.G. 1995
- Kresby tuší – Martha Elefteriadu Supraphon 2000
- Řecké prázdniny a největší hity – Supraphon 2001
- Řecké slunce – B.M.B. 2001
- Ať se múzy poperou – 24 hitů – Supraphon 2006
- V rytmu řeckého tance – Popron 2006

### Nahrávky Panton – Supraphon
- Viz článek – Seznam písní Marthy Elefteriadu